# Муммовка (платформа)
Муммовка (или 781 километр) — остановочный пункт / пассажирская платформа (бывший разъезд) Саратовского региона Приволжской железной дороги на линии Ртищево — Саратов. Находится на территории Аткарского района Саратовской области. Осуществляются пригородные перевозки пассажиров на Аткарск, Лопуховку, Саратов, Анисовку.

## Остановочный пункт и окрестности
Остановочный пункт Муммовка расположен на электрифицированном переменным током двухпутном участке железной дороги. Состоит из двух боковых прямых посадочных платформ, расположенных друг напротив друга.
Находится вне населённых пунктов, в 3,5 км к юго-западу от деревни Ершовка. Рядом с остановочным пунктом с северо-западной стороны от платформ расположен железнодорожный переезд на автодороге, связывающей Ершовку с шоссе Тамбов — Ртищево — Саратов. По обе стороны от железной дороги за лесополосами находятся сельскохозяйственные угодья.
В окрестностях Муммовки произрастает занесённое в Красную книгу Саратовской области растение ветреница лесная (Anemone sylvestris L.).

## История
Участок Аткарск — Саратов Тамбово-Саратовской железной дороги был сдан в эксплуатацию в июле 1871 года. В 1908 году на однопутном перегоне этого участка (на тот момент Рязано-Уральской железной дороги) между разъездом Синицино и станцией Кологривовка был сооружён дополнительный раздельный пункт — разъезд Муммовка. Наименование новый разъезд получил от расположенной на расстоянии около 3 км к востоку от него деревни Муммовка. Название деревни Муммовка происходит от фамилии Муммов — помещика, владевшего данным населённым пунктом до отмены крепостного права. Помимо Муммовки ему же в прошлом принадлежала и расположенная рядом деревня Тепловка. Границей Тепловки и Муммовки был Тепловский овраг. Хотя Тепловка и Муммовка соприкасались, Тепловка была приписана к Карякинскому церковному приходу, а Муммовка — к Марфинскому, вследствие чего они считались разными населёнными пунктами. После Октябрьской революции Тепловка и Муммовка были объединены в один населённый пункт с названием Тепловка. К северо-западу от Тепловки расположена деревня Ершовка, ставшая в период коллективизации центральной усадьбой одноимённого колхоза. В 1933 году колхоз «Ершовка» был разделён на два подсобных хозяйства Саратовского деревообрабатывающего завода. В 1938 году данные подсобные хозяйства были объединены в овощеводческий совхоз «Муммовский» № 10. На этот раз название было дано уже от железнодорожного разъезда, рядом с которым располагались земли новообразованного совхоза; № 10 — порядковый номер среди местных совхозов. В 1949 году совхоз «Муммовский» № 10 был преобразован в учебно-опытное хозяйство «Муммовское» Московской сельскохозяйственной академии имени К. А. Тимирязева, объединившее все окружавшие Ершовку и Тепловку угодья.
Во второй пятилетке были начаты работы по прокладке вторых путей на однопутных перегонах участка Ртищево — Саратов. В 1940 году прокладка второго пути на всём протяжении линии между Ртищево и Саратовом была завершена. После прокладки второго пути Муммовка стала блокпостом и оставалась в этом качестве около 20 лет. К июню 1961 года Муммовка и соседний раздельный пункт Синицино были преобразованы в остановочные пункты на перегоне Красавка — Кологривовка.
Несмотря на утрату статуса раздельного пункта, в Муммовке помимо пригородных поездов вплоть до конца 1980-х годов продолжали останавливаться и некоторые пассажирские поезда дальнего следования, в частности в 1986—1989 гг. здесь имели остановку поезда: № 612 Ртищево — Астрахань, № 653/654 Саратов — Балашов, № 657/658 Саратов — Калининск и № 675/676 Саратов — Аткарск — Сенная — Саратов.
В 1988 году была осуществлена электрификация Муммовки переменным током напряжением 25 кВ в составе 46-километрового участка Красавка — Татищево.

## Деятельность
В расписаниях и схемах, включая официальное расписание Саратовской пригородной пассажирской компании и сайт Яндекс.Расписания, Муммовка также может именоваться как 781 километр (отсчёт километража ведётся от Москвы).
По состоянию на январь 2019 года на платформе имеют остановку электропоезд Анисовка — Лопуховка, электропоезд Аткарск — Саратов I Пассажирский и две пары электропоездов маршрута Аткарск — Анисовка. Пассажирские поезда дальнего следования в Муммовке не останавливаются, грузовые операции не производятся.
- Расписание пригородных поездов. Яндекс.Расписания.
- Расписание пригородных поездов на tutu.ru